# Liste der Bodendenkmale in Ortrand
In der Liste der Bodendenkmale in Ortrand sind alle Bodendenkmale der brandenburgischen Stadt Ortrand und ihrer Ortsteile aufgelistet. Grundlage ist die Veröffentlichung der Landesdenkmalliste mit dem Stand vom 31. Dezember 2020.
Die Baudenkmale sind in der Liste der Baudenkmale in Ortrand aufgeführt.
|   | Gemarkung      | Flur | Kurzansprache                                                                                 | Bodendenkmalnummer | Bemerkung | Bild |
| - | -------------- | ---- | --------------------------------------------------------------------------------------------- | ------------------ | --------- | ---- |
| 1 | Ortrand (Lage) | 2    | Burg deutsches Mittelalter, Schloss Neuzeit, Altstadt deutsches Mittelalter, Altstadt Neuzeit | 80292              |           |      |
| 2 | Ortrand (Lage) | 1    | Steinkreuz deutsches Mittelalter                                                              | 80305              |           |      |